# Vũ trụ tĩnh
Vũ trụ tĩnh, còn được gọi là vũ trụ "tĩnh" hoặc "vô hạn" hoặc "vô hạn tĩnh", là một mô hình vũ trụ trong đó vũ trụ là vô hạn về không gian và vô hạn theo thời gian, và không gian không mở rộng cũng không co lại. Một vũ trụ như vậy không có cái gọi là độ cong không gian; điều đó có nghĩa là nó là 'phẳng' hoặc là dạng Euclide. Một vũ trụ vô tận tĩnh được đề xuất đầu tiên bởi Thomas Digges (1546.. 1595).
Trái ngược với mô hình này, Albert Einstein đã đề xuất một mô hình hữu hạn vô hạn nhưng không gian theo thời gian là vũ trụ học ưa thích của ông trong năm 1917, trong bài viết Cosmological Considerations in the General Theory of Relativity - Cân nhắc vũ trụ học trong Lý thuyết tương đối tổng quát.
Sau khi phát hiện ra mối quan hệ dịch chuyển đỏ-xa (suy luận bởi mối tương quan nghịch đảo của độ sáng thiên hà để dịch chuyển đỏ) bởi Vesto Slipher và Edwin Hubble, các nhà thiên văn và linh mục Công giáo La Mã Georges Lemaître giải thích sự dịch chuyển đỏ như bằng chứng của việc mở rộng toàn cầu và do đó một Big Bang, trong khi Fritz Zwicky đề xuất rằng dịch chuyển đỏ là do các photon bị mất năng lượng khi chúng đi qua vật chất và/hoặc lực trong không gian liên thiên hà. Đề xuất của Zwicky sau đó được gọi là "ánh sáng mệt mỏi " - một thuật ngữ được phát minh bởi người đề xướng lớn của Big Bang Richard Tolman.

## Vũ trụ Einstein
Trong năm 1917, Albert Einstein đã thêm một hằng số vũ trụ dương vào các phương trình tương đối tổng quát của mình để chống lại các tác động hấp dẫn của vật chất lên vật chất thông thường, điều này sẽ khiến vũ trụ hữu hạn tĩnh, không gian bị sụp đổ hoặc mở rộng mãi mãi. Mô hình vũ trụ này được gọi là Thế giới Einstein hay vũ trụ tĩnh của Einstein. 